# 鳥羽市立加茂中学校
鳥羽市立加茂中学校（とばしりつかもちゅうがっこう）は、三重県鳥羽市にある公立中学校。学校の通称は、加茂中（かもちゅう）。2024年10月現在の生徒数は31人。

## 概要
校訓として、「誠実」「勤勉」「自主」「健康」の４語を掲げている。これらの語はそれぞれ、次のようなめざすべき生徒像を表している。
・誠実：自他を大切にし、思いやりのある生徒
・勤勉：何事にもまじめにつとめ、自己の向上をめざす生徒
・自主：よく考え、正しく判断して実践する生徒
・健康：明るく健康で、情操豊かな生徒
また、体育館は加茂地区の指定避難所である。

## 沿革
- 1947年（昭和22年）4月 - 加茂村立加茂中学校として開校[2]。
- 1949年（昭和24年）12月20日 - 本館新校舎が落成し、移転する[3]。
- 1950年（昭和25年）
  - 3月30日 - 校舎附属建物が完成[3]。
  - 11月3日 - 施設優良校として文部大臣表彰を受ける[3][4]。
- 1954年（昭和29年）11月1日 - 市町村合併により、鳥羽市立加茂中学校に改称。
- 1964年（昭和39年） - 特別教室棟を増築[5]。国際連合教育科学文化機関からユネスコ共同学校の指定を受ける[6]。
- 1979年（昭和54年） - 学区から安楽島地区が分離、同地区は新設された鳥羽東中学校の学区となる[7]。
- 1982年（昭和57年） - 文部省より同和教育研究指定校に選ばれる（2年間）[8]。
- 1990年（平成2年） - 校舎新築工事着工[6]。
- 1991年（平成3年）6月 - 新校舎が完成[9]。
- 1992年（平成4年）3月 - 屋内運動場が完成[9]。
- 1997年（平成9年）8月 - 陸上部・柔道部　東海大会及び全国大会に出場。
- 2009年（平成21年）3月12日 - 図書館で鳥羽市教育委員会と中国・蘇州市教育局との間で「教育交流及び協力について協議覚書」が調印される[10]。
- 2013年（平成25年）女子バレーボール部　三重県選手権大会３位入賞。

## 通学区域

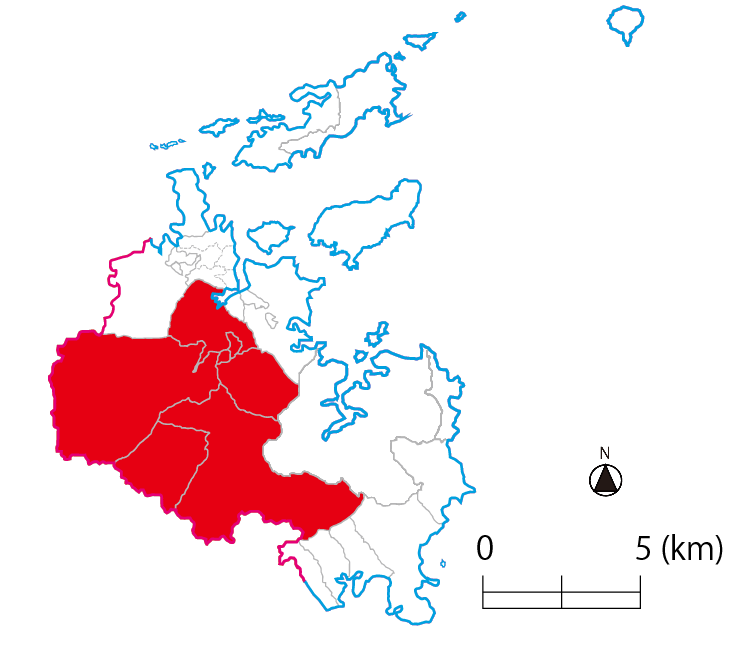
加茂中学校の学区

加茂小学校の学区（校区）と一致する。海に囲まれた鳥羽市のなかでは唯一、校区が海に面していない。
- 岩倉町
- 白木町
- 松尾町
- 河内町
- 幸丘
- 船津町（一部を除く）
- 若杉町

## 交通
2013年4月現在、全生徒99人のうち54人（約54.5%）が自転車で通学している。
- かもめバス岩倉バス停より徒歩約7分（約500m）。
- 近鉄志摩線加茂駅より徒歩約13分（約1.0km）。

## 周辺
- 河内川
- 伊勢農業協同組合鳥羽支店
- 九鬼岩倉神社（田城城跡）
- 鳥羽市立加茂小学校

## 出身者
- 木田久主一 - 前・鳥羽市長[13]
- 中村欣一郎 - 現・鳥羽市長[14]